# Губел (Грамос)
Губел (на гръцки: Γκούμπελ, Κορυφή Μπουλογιάννη) е връх в планината Грамос (Грамоща). Върхът е висок 2254 m. Разположен е западно от бившето село Въртеник. Върхът има и втора кота 2216 m, през която минава границата между Албания и Гърция – гранична пирамида № 3.
В 1969 година върхът е прекръстен на Корифи Булояни (Κορυφή Μπουλογιάννη), тоест Връх на Булоянис.